# Liga MX 2025-2026
La Liga MX 2025-2026, nota anche come Liga BBVA MX 2025-2026 per ragioni di sponsorizzazione, sarà la 79ª edizione della massima serie del campionato di calcio messicano. Il campionato inizierà il 12 luglio 2025 e si concluderà nel maggio 2026.
La stagione è divisa in due tornei separati, l'Apertura 2025 e il Clausura 2026, con lo stesso formato e le stesse squadre partecipanti.

## Stagione

### Novità
Nella scorsa stagione non ci sono state retrocessioni, in seguito alla decisione della federazione di non avere un collegamento tra le prime due serie per sei stagioni in seguito alla pandemia di Covid-19.
L'América ha cambiato temporaneamente stadio, a causa dei lavori in programma allo Stadio Azteca per il Campionato mondiale di calcio 2026, utilizzando lo Stadio Azul per le sue partite in casa.

### Formula
Le 18 squadre partecipanti giocheranno due distinti gironi di sola andata, l'Apertura e il Clausura, al termine di ognuno di essi le prime 10 classificate si qualificano per i play-off, che prevedono un turno preliminare a quattro squadre chiamato Reclasificacion e che con gare di andata e ritorno decretano i campioni dei due periodi.
Il campionato qualifica quattro squadre alla CONCACAF Champions League, di norma le due finaliste dell'Apertura e le due finaliste del Clausura. Se una o più squadre dovessero raggiungere le finali di entrambi i tornei, la federazione ha implementato una formula per assicurarsi che ogni fase assicuri due qualificazioni:
- Se le stesse due squadre raggiungono la finale di entrambi i tornei, queste ottengono la qualificazione insieme alle due non finaliste con il miglior piazzamento in classifica per ognuna delle due fasi.
- Se una squadra vince sia Apertura che Clausura contro due squadre diverse, allora lo slot riservato al campione di Clausura passa al finalista di Clausura e lo slot del finalista di Clausura passa alla squadra non finalista con il miglior piazzamento in classifica nel girone di Clausura.
- Se il finalista sconfitto di Apertura vince il Clausura (affrontando due squadre diverse in finale di ogni torneo), allora lo slot riservato al finalista di Apertura passa alla squadra non finalista con il miglior piazzamento in classifica nel girone di Apertura.
- Se il campione di Apertura è finalista sconfitta di Clausura (affrontando due squadre diverse in finale di ogni torneo), allora lo slot riservato al finalista di Clausura passa alla squadra non finalista con il miglior piazzamento in classifica nel girone di Clausura.

Come deciso dalla Liga MX nell'aprile del 2020, non sono previste retrocessioni nella serie inferiore fino alla stagione 2025-2026.

## Squadre partecipanti
| Club              | Città                    | Stadio                        | Stagione precedente                                  |
| ----------------- | ------------------------ | ----------------------------- | ---------------------------------------------------- |
| América           | Città del Messico        | Stadio Azul                   | Campione di Apertura, Finale di Clausura             |
| Atlas             | Guadalajara              | Stadio Jalisco                | 2° turno di Apertura; 14° in Clausura                |
| Atlético San Luis | San Luis Potosí          | Stadio Alfonso Lastras        | Semifinale di Apertura; 15° in Clausura              |
| Cruz Azul         | Città del Messico        | Stadio Azteca                 | Semifinale di Apertura, Semifinale di Clausura       |
| Guadalajara       | Zapopan                  | Stadio Akron                  | 1° turno di Apertura; 11° in Clausura                |
| Juárez            | Ciudad Juárez            | Stadio olimpico Benito Juárez | 12° in Apertura, 1° turno di Clausura                |
| León              | León                     | Stadio Nou Camp               | 11° in Apertura, Quarti di finale di Clausura        |
| Mazatlán          | Mazatlán                 | Stadio di Mazatlán            | 14° in Apertura; 16° in Clausura                     |
| Monterrey         | Guadalupe                | Stadio BBVA                   | Finale di Apertura, Quarti di finale di Clausura     |
| Necaxa            | Aguascalientes           | Stadio Victoria               | 13° in Apertura, Quarti di finale di Clausura        |
| Pachuca           | Pachuca                  | Stadio Hidalgo                | 16° in Apertura, Quarti di finale di Clausura        |
| Puebla            | Puebla de Zaragoza       | Stadio Cuauhtémoc             | 15° in Apertura; 17° in Clausura                     |
| Pumas UNAM        | Città del Messico        | Stadio olimpico universitario | Quarti di finale di Apertura, 2° turno di Apertura   |
| Querétaro         | Querétaro                | Stadio Corregidora            | 17° in Apertura; 12° in Clausura                     |
| Santos Laguna     | Torreón                  | Stadio Corona                 | 18° in Apertura; 18° in Clausura                     |
| Club Tijuana      | Tijuana                  | Stadio Caliente               | Quarti di finale di Apertura; 13° in Clausura        |
| Toluca            | Toluca                   | Stadio Nemesio Díez           | Quarti di finale di Apertura, Campione di Clausura   |
| Tigres UANL       | San Nicolás de los Garza | Stadio Universitario          | Quarti di finale di Apertura, Semifinale di Clausura |

## Allenatori e primatisti
| Squadra           | Allenatore          | Calciatore più presente | Cannoniere |
| ----------------- | ------------------- | ----------------------- | ---------- |
| América           | André Jardine       |                         |            |
| Atlas             | Gonzalo Pineda      |                         |            |
| Atlético San Luis | Guillermo Abascal   |                         |            |
| Club Tijuana      | Sebastián Abreu     |                         |            |
| Cruz Azul         | Nicolás Larcamón    |                         |            |
| Guadalajara       | Gabriel Milito      |                         |            |
| Juárez            | Martín Varini       |                         |            |
| León              | Eduardo Berizzo     |                         |            |
| Mazatlán          | Robert Siboldi      |                         |            |
| Monterrey         | Domènec Torrent     |                         |            |
| Necaxa            | Fernando Gago       |                         |            |
| Pachuca           | Jaime Lozano        |                         |            |
| Puebla            | Pablo Guede         |                         |            |
| Pumas UNAM        | Efraín Juárez       |                         |            |
| Querétaro         | Benjamin Mora       |                         |            |
| Santos Laguna     | Francisco Rodríguez |                         |            |
| Toluca            | Antonio Mohamed     |                         |            |
| Tigres UANL       | Guido Pizarro       |                         |            |

## Apertura

### Stagione regolare
|  | Pos. | Squadra           | Pt | G | V | N | P | GF | GS | DR |
|  | ---- | ----------------- | -- | - | - | - | - | -- | -- | -- |
|  | 1.   | América           | 0  | 0 | 0 | 0 | 0 | 0  | 0  | 0  |
|  | 2.   | Atlas             | 0  | 0 | 0 | 0 | 0 | 0  | 0  | 0  |
|  | 3.   | Atlético San Luis | 0  | 0 | 0 | 0 | 0 | 0  | 0  | 0  |
|  | 4.   | Cruz Azul         | 0  | 0 | 0 | 0 | 0 | 0  | 0  | 0  |
|  | 5.   | Guadalajara       | 0  | 0 | 0 | 0 | 0 | 0  | 0  | 0  |
|  | 6.   | Juárez            | 0  | 0 | 0 | 0 | 0 | 0  | 0  | 0  |
|  | 7.   | León              | 0  | 0 | 0 | 0 | 0 | 0  | 0  | 0  |
|  | 8.   | Mazatlán          | 0  | 0 | 0 | 0 | 0 | 0  | 0  | 0  |
|  | 9.   | Monterrey         | 0  | 0 | 0 | 0 | 0 | 0  | 0  | 0  |
|  | 10.  | Necaxa            | 0  | 0 | 0 | 0 | 0 | 0  | 0  | 0  |
|  | 11.  | Pachuca           | 0  | 0 | 0 | 0 | 0 | 0  | 0  | 0  |
|  | 12.  | Puebla            | 0  | 0 | 0 | 0 | 0 | 0  | 0  | 0  |
|  | 13.  | Pumas UNAM        | 0  | 0 | 0 | 0 | 0 | 0  | 0  | 0  |
|  | 14.  | Querétaro         | 0  | 0 | 0 | 0 | 0 | 0  | 0  | 0  |
|  | 15.  | Santos Laguna     | 0  | 0 | 0 | 0 | 0 | 0  | 0  | 0  |
|  | 16.  | Club Tijuana      | 0  | 0 | 0 | 0 | 0 | 0  | 0  | 0  |
|  | 17.  | Toluca            | 0  | 0 | 0 | 0 | 0 | 0  | 0  | 0  |
|  | 18.  | Tigres UANL       | 0  | 0 | 0 | 0 | 0 | 0  | 0  | 0  |

Legenda:
      Qualificata ai play-off.
      Qualificata alla Reclasificacion.

## Clausura

### Stagione regolare
|  | Pos. | Squadra           | Pt | G | V | N | P | GF | GS | DR |
|  | ---- | ----------------- | -- | - | - | - | - | -- | -- | -- |
|  | 1.   | América           | 0  | 0 | 0 | 0 | 0 | 0  | 0  | 0  |
|  | 2.   | Atlas             | 0  | 0 | 0 | 0 | 0 | 0  | 0  | 0  |
|  | 3.   | Atlético San Luis | 0  | 0 | 0 | 0 | 0 | 0  | 0  | 0  |
|  | 4.   | Cruz Azul         | 0  | 0 | 0 | 0 | 0 | 0  | 0  | 0  |
|  | 5.   | Guadalajara       | 0  | 0 | 0 | 0 | 0 | 0  | 0  | 0  |
|  | 6.   | Juárez            | 0  | 0 | 0 | 0 | 0 | 0  | 0  | 0  |
|  | 7.   | León              | 0  | 0 | 0 | 0 | 0 | 0  | 0  | 0  |
|  | 8.   | Mazatlán          | 0  | 0 | 0 | 0 | 0 | 0  | 0  | 0  |
|  | 9.   | Monterrey         | 0  | 0 | 0 | 0 | 0 | 0  | 0  | 0  |
|  | 10.  | Necaxa            | 0  | 0 | 0 | 0 | 0 | 0  | 0  | 0  |
|  | 11.  | Pachuca           | 0  | 0 | 0 | 0 | 0 | 0  | 0  | 0  |
|  | 12.  | Puebla            | 0  | 0 | 0 | 0 | 0 | 0  | 0  | 0  |
|  | 13.  | Pumas UNAM        | 0  | 0 | 0 | 0 | 0 | 0  | 0  | 0  |
|  | 14.  | Querétaro         | 0  | 0 | 0 | 0 | 0 | 0  | 0  | 0  |
|  | 15.  | Santos Laguna     | 0  | 0 | 0 | 0 | 0 | 0  | 0  | 0  |
|  | 16.  | Club Tijuana      | 0  | 0 | 0 | 0 | 0 | 0  | 0  | 0  |
|  | 17.  | Toluca            | 0  | 0 | 0 | 0 | 0 | 0  | 0  | 0  |
|  | 18.  | Tigres UANL       | 0  | 0 | 0 | 0 | 0 | 0  | 0  | 0  |

Legenda:
      Qualificata ai play-off.
      Qualificata alla Reclasificacion.